# Calil ibne Amade Alfaraídi

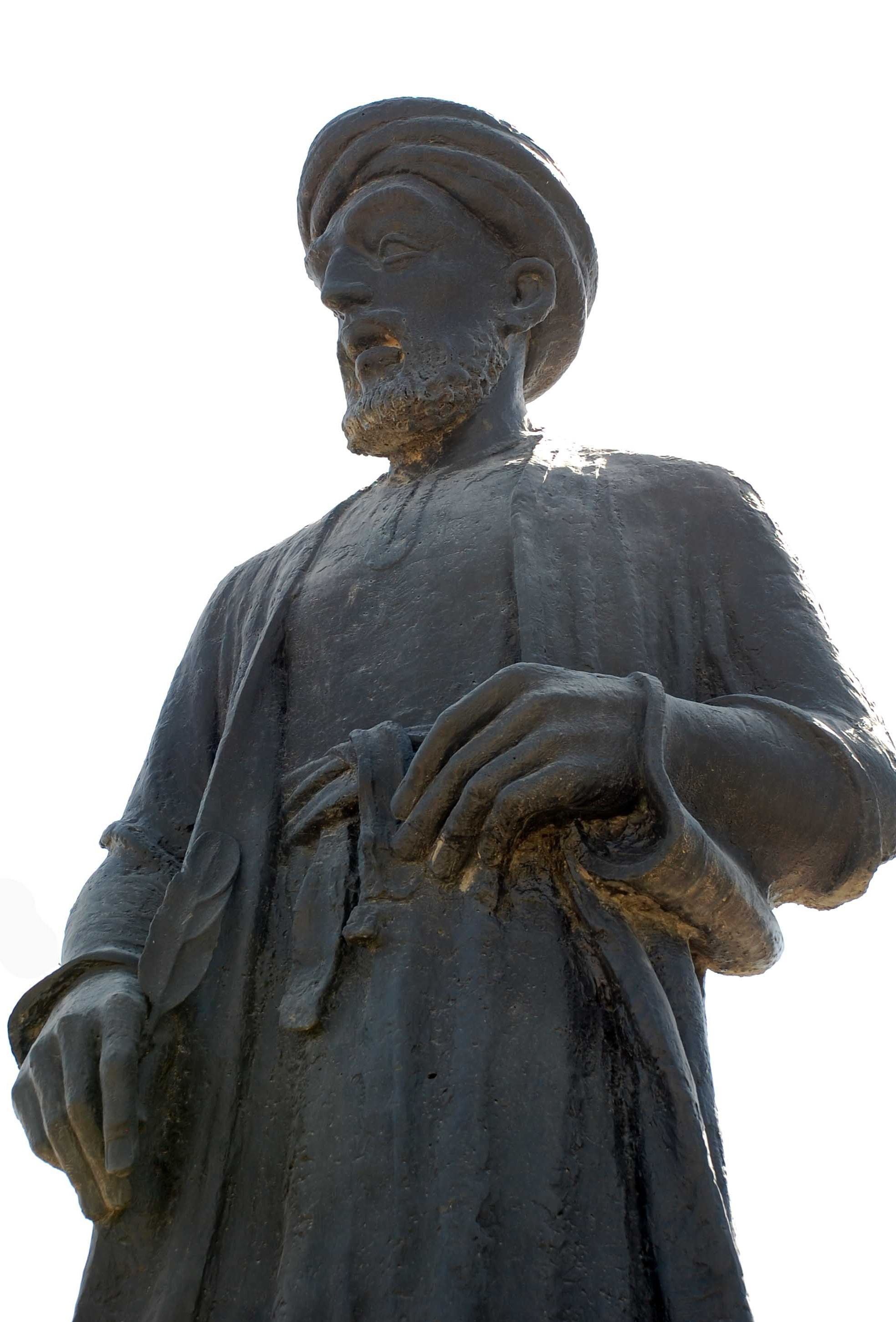
Escultura celebrando Calil em Baçorá

Abu Abderramão Calil ibne Amade Alfaraídi (em árabe: أبو عبدالرحمن الخليل بن أحمد الفراهيدي; romaniz.: Abu ‘Abd ar-Raḥmān al-Khalīl ibn Aḥmad al-Farāhīdī; 718 – 786), conhecido  como Alfaraídi ou ou Alcalil, foi um filólogo árabe, lexicógrafo e importante gramático de Basra baseado no Iraque.
Ele fez o primeiro dicionário da língua árabe - e o mais antigo dicionário existente - Kitab al-'Ayn (árabe: كتاب العين) - "The Source", introduziu o agora padrão harakat (marcas de vogais na escrita árabe), sistema, e foi fundamental no desenvolvimento inicial de ʿArūḍ (estudo da prosódia), musicologia e métrica poética. Suas teorias linguísticas influenciaram o desenvolvimento da prosódia persa, turca, curda e urdu. A "Estrela Brilhante" da escola de gramática árabe de Basrã, um polímata e erudito, ele era um homem de pensamento genuinamente original.
Alcalil, juntamente com outros estudiosos árabes da Idade de Ouro Islâmica, foram os primeiros precursores no campo da Estatística da Idade Média, que foi essencial para o desenvolvimento da Estatística moderna.
Alfaraídi foi o primeiro estudioso a submeter a prosódia da poesia árabe clássica a uma análise fonológica detalhada. Os dados primários que ele listou e categorizou em detalhes meticulosos eram extremamente complexos para dominar e utilizar, e teóricos posteriores desenvolveram formulações mais simples com maior coerência e utilidade geral. Ele também foi um pioneiro no campo da criptografia e influenciou o trabalho de Alquindi. 